# Sébeville
Sébeville település Franciaországban, Manche megyében. Lakosainak száma 34 fő (2022. január 1.). Sébeville Blosville, Boutteville, Turqueville és Sainte-Mère-Église községekkel határos.

## Népesség
A település népessége az elmúlt években az alábbi módon változott:
| Lakosok száma | 58   | 35   | 25   | 30   | 27   | 33   | 34   | 34   | 34   | 34   |
|               | 1968 | 1990 | 1999 | 2011 | 2013 | 2016 | 2017 | 2019 | 2020 | 2022 |